# カイル・ケラー (野球)
カイル・ロバート・ケラー（Kyle Robert Keller、1993年4月28日 - ）は、アメリカ合衆国ルイジアナ州メテリー出身のプロ野球選手（投手）。右投右打。読売ジャイアンツ所属。
阪神タイガース時代の2023年は、同姓のブライアン・ケラーが所属していたため、スコアボード表記が「K.ケラー」になっていた。

## 経歴

### プロ入りとマーリンズ時代
2015年のMLBドラフト15巡目（全体536位）でマイアミ・マーリンズから指名されプロ入り。
2018年まで傘下のマイナーチームでプレーした。
2019年8月1日にメジャーへ昇格し、4日にメジャーデビューを果たした。オフの12月20日にDFAとなった。

### エンゼルス時代
2020年1月6日にホセ・エストラーダとのトレードでロサンゼルス・エンゼルスへ移籍した。この年はメジャーで2試合に登板した。
2021年3月31日にDFAとなった。

### パイレーツ時代

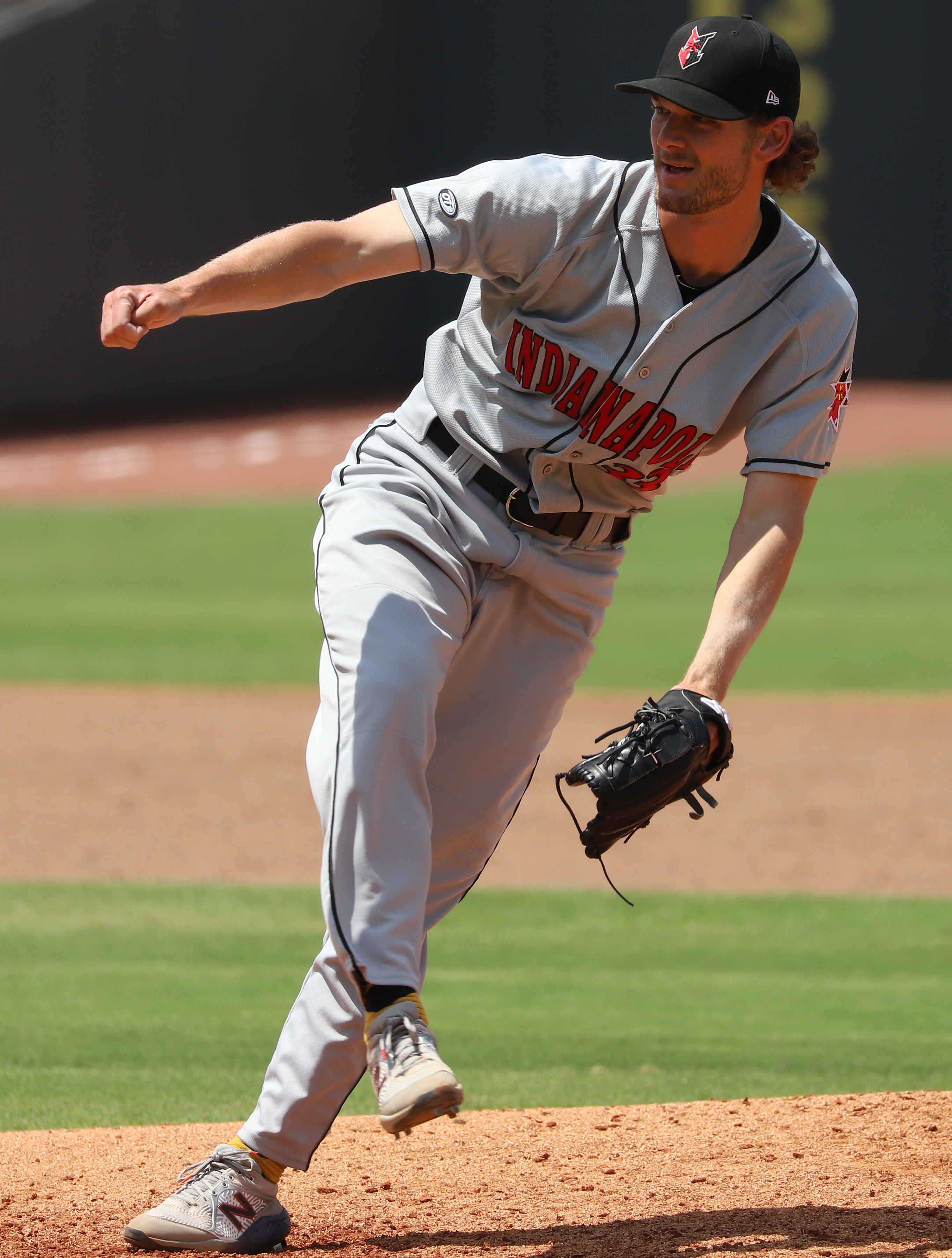
AAA級インディアナポリス・インディアンズ時代
（2021年6月27日）

2021年4月5日に金銭トレードでピッツバーグ・パイレーツへ移籍した。この年はメジャーで32試合に登板した。オフの11月5日にマイナー契約となり、同日中に自由契約となった。

### 阪神時代

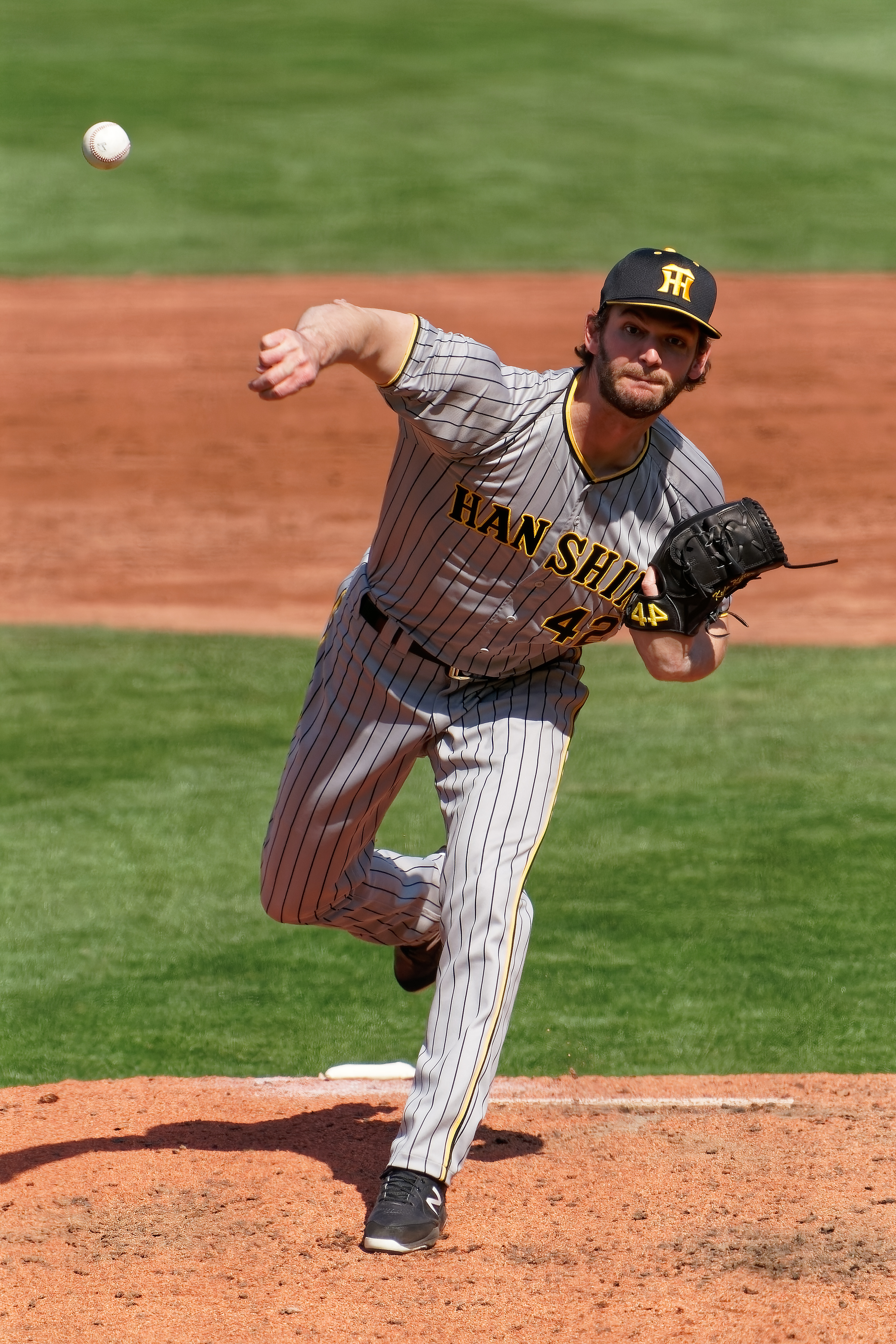
阪神タイガース時代
（2022年4月8日 マツダスタジアム）

2021年12月18日にNPBの阪神タイガースと契約した。推定年俸は110万ドル（約1億2100万円）。背番号は42。ロベルト・スアレス退団後空席となった守護神の座を埋めることを期待しての獲得であった。
2022年は新型コロナウイルスの水際対策により来日が遅れていたが、規制が緩和されたため3月6日に来日し、同10日に入団会見を行った。3月25日に行われた東京ヤクルトスワローズとの開幕戦（京セラドーム大阪）では、1点リードの9回表に登板するも山田哲人に同点ソロ、ドミンゴ・サンタナに勝ち越し2点本塁打を打たれ、敗戦投手となった。2試合目の登板となった29日の対広島東洋カープ戦（MAZDA Zoom-Zoom スタジアム広島）でも1点リードの9回裏から2安打と1四球を与え、一死満塁となったところで湯浅京己に交代となった。その後、湯浅が西川龍馬にサヨナラ適時打を打たれたため、2戦連続で敗戦投手となった。この敗戦を受け矢野燿大監督は守護神降格を示唆、31日に一軍登録を抹消された。その後は二軍で13試合連続無失点を記録するなど調整を続け、6月7日の公示で一軍に再昇格した。6月は回を問わずリリーフし、高い奪三振率でアピールを続けた。7月3日の対中日ドラゴンズ（バンテリンドームナゴヤ）では、再昇格後初めてリードした場面で登板。8回のマウンドを無失点に抑え、来日初ホールドを記録した。その後も好投を続けたが、15日に新型コロナウイルスへの感染が判明。同日付で出場選手登録を抹消された。その後実戦復帰し、8月2日に再昇格。7日の対広島戦（マツダ）では、前日に逆転サヨナラ負けを喫した岩崎優に代わって2点リードの9回に登板。1回を無失点に抑え、来日初セーブを記録した。14日の対中日戦（京セラ）では、6月10日の対オリックス・バファローズ戦（京セラ）以来13試合ぶりとなる安打を打たれるも後続を断ち無失点に抑えた。この試合で岩崎が2戦連続となる敗戦投手となったことを受け、金村暁投手コーチはケラーの守護神再昇格を示唆した。8月に岩崎優に変わりクローザーにつくと17試合連続無失点と安定した活躍をみせた。シーズン終了後の11月19日、阪神に残留することが発表された。
2023年は、同じ苗字であるブライアン・ケラーが阪神に入団したため、当初は「K・ケラー」の表記でプレーしたが、のちブライアンが7月に中途退団したため、それ以降は「ケラー」表記に戻った。同年は開幕から一軍に帯同し27試合に登板、1勝1セーブ8ホールド、防御率1.71の成績を残した。8月10日の巨人戦（東京ドーム）では休養のためベンチを外れていた岩崎に代わりクローザーを務め、セーブを記録。この試合で11試合連続無失点としたが、翌11日に急遽「家庭の都合」（身内が急病となり、その看護のため）を理由に一時帰国した。ただ、その後も再来日せずそのまま同年のシーズンが終了。保留者名簿から外れ、自由契約となり阪神を退団した。

### 巨人時代
2023年12月26日、読売ジャイアンツへの入団が発表された。単年契約で推定年俸は1億2000万円＋出来高払い。背番号は33。
2024年は開幕を一軍で迎えるが、4月は7登板で防御率4.05と不調で4月29日に登録抹消され二軍へ降格。5月18日に再昇格を果たすとそこからは16試合連続無失点も記録するなど好投を続けた。交流戦後からは徐々に勝ちパターンとして7回・8回を中心に起用され始め、8月12日の古巣・阪神戦では移籍後初セーブも記録した。一軍復帰後は各月の防御率が1点台以下であり、シーズン全体では52試合に登板して1勝2敗1セーブ20ホールド、防御率1.53を記録しチームのリーグ優勝に貢献した。推定年俸2億円で翌年の契約を結んだ。

## 選手としての特徴
| 球種         | 割合 | 平均球速 | 平均球速 | 最高球速 | 最高球速 |
| 球種         | %    | mph      | km/h     | mph      | km/h     |
| フォーシーム | 55.6 | 94.5     | 152.1    | 97.8     | 157.4    |
| カーブ       | 44.4 | 81.4     | 131      | 84.9     | 136.6    |

最速97.8mph（約157.4km/h）のフォーシームと大きく曲がる縦のカーブで勝負する奪三振マシン。2021年オフに新球種としてスライダー、カットボールを習得した。2022年の阪神時代には、二軍降格後の5月に新たにフォークを習得。一軍復帰後も度々決め球として投じている。

## 人物・エピソード
愛称は名前のイニシャルをとった「KK」。
来日後の好物として豚骨ラーメン・お好み焼き・たこ焼きを挙げている。自身の寮では汁なしラーメンも好んで自炊していると話した。浜地真澄の実家である浜地酒造から送られた日本酒とビールも気に入っているという。
阪神入団後に習得したフォークは湯浅京己から教わった。

## 詳細情報

### 年度別投手成績
| 年 度    | 球 団    | 登 板 | 先 発 | 完 投 | 完 封 | 無 四 球 | 勝 利 | 敗 戦 | セ 丨 ブ | ホ 丨 ル ド | 勝 率 | 打 者 | 投 球 回 | 被 安 打 | 被 本 塁 打 | 与 四 球 | 敬 遠 | 与 死 球 | 奪 三 振 | 暴 投 | ボ 丨 ク | 失 点 | 自 責 点 | 防 御 率 | W H I P |
| -------- | -------- | ----- | ----- | ----- | ----- | -------- | ----- | ----- | -------- | ----------- | ----- | ----- | -------- | -------- | ----------- | -------- | ----- | -------- | -------- | ----- | -------- | ----- | -------- | -------- | ------- |
| 2019     | MIA      | 10    | 0     | 0     | 0     | 0        | 0     | 0     | 0        | 0           | ----  | 46    | 10.2     | 5        | 3           | 8        | 0     | 2        | 11       | 0     | 0        | 4     | 4        | 3.38     | 1.22    |
| 2020     | LAA      | 2     | 0     | 0     | 0     | 0        | 0     | 0     | 0        | 0           | ----  | 13    | 2.1      | 3        | 0           | 2        | 0     | 0        | 1        | 1     | 0        | 2     | 2        | 7.71     | 2.14    |
| 2021     | PIT      | 32    | 0     | 0     | 0     | 0        | 1     | 1     | 0        | 2           | .500  | 155   | 33.1     | 30       | 9           | 22       | 2     | 5        | 36       | 1     | 0        | 27    | 24       | 6.48     | 1.56    |
| 2022     | 阪神     | 34    | 0     | 0     | 0     | 0        | 3     | 2     | 3        | 5           | .600  | 128   | 32.2     | 25       | 2           | 5        | 0     | 2        | 46       | 0     | 0        | 12    | 12       | 3.31     | 0.92    |
| 2023     | 阪神     | 27    | 0     | 0     | 0     | 0        | 1     | 0     | 1        | 8           | 1.000 | 118   | 26.1     | 22       | 1           | 16       | 2     | 1        | 28       | 3     | 0        | 7     | 5        | 1.71     | 1.44    |
| 2024     | 巨人     | 52    | 0     | 0     | 0     | 0        | 2     | 2     | 1        | 20          | .500  | 183   | 47.0     | 24       | 5           | 19       | 1     | 0        | 54       | 0     | 0        | 10    | 8        | 1.53     | 0.91    |
| MLB：3年 | MLB：3年 | 44    | 0     | 0     | 0     | 0        | 1     | 1     | 0        | 2           | .500  | 214   | 46.1     | 38       | 12          | 32       | 2     | 7        | 48       | 2     | 0        | 33    | 30       | 5.83     | 1.41    |
| NPB：3年 | NPB：3年 | 113   | 0     | 0     | 0     | 0        | 6     | 4     | 5        | 33          | .600  | 429   | 106.0    | 71       | 8           | 40       | 3     | 3        | 128      | 3     | 0        | 29    | 25       | 2.12     | 1.05    |

- 2024年度シーズン終了時

### 年度別守備成績
| 年 度 | 球 団 | 投手（P） | 投手（P） | 投手（P） | 投手（P） | 投手（P） | 投手（P） |
| 年 度 | 球 団 | 試 合     | 刺 殺     | 補 殺     | 失 策     | 併 殺     | 守 備 率  |
| ----- | ----- | --------- | --------- | --------- | --------- | --------- | --------- |
| 2019  | MIA   | 10        | 0         | 0         | 0         | 0         | ----      |
| 2020  | LAA   | 2         | 0         | 0         | 0         | 0         | ----      |
| 2021  | PIT   | 32        | 0         | 2         | 0         | 0         | 1.000     |
| 2022  | 阪神  | 34        | 1         | 3         | 0         | 0         | 1.000     |
| 2023  | 阪神  | 27        | 0         | 1         | 1         | 0         | .500      |
| 2024  | 巨人  | 52        | 2         | 2         | 1         | 0         | .800      |
| MLB   | MLB   | 44        | 0         | 2         | 0         | 0         | 1.000     |
| NPB   | NPB   | 113       | 3         | 6         | 2         | 0         | .818      |

- 2024年度シーズン終了時

### 記録

#### MLB
初記録
- 初登板：2019年8月4日、対タンパベイ・レイズ戦（トロピカーナ・フィールド）、8回裏に4番手で登板、1回1失点
- 初奪三振：2019年8月28日、対シンシナティ・レッズ戦（マーリンズ・パーク）、9回表にフレディ・ガルビスから空振り三振
- 初勝利：2021年9月11日、対ワシントン・ナショナルズ戦（PNCパーク）、6回表に3番手で登板、1回無失点

#### NPB
初記録
- 初登板：2022年3月25日、対東京ヤクルトスワローズ1回戦（京セラドーム大阪）、9回表に4番手で救援登板・完了、1回3失点で敗戦投手
- 初奪三振：同上、9回表にホセ・オスナから空振り三振
- 初ホールド：2022年7月3日、対中日ドラゴンズ14回戦（バンテリンドーム ナゴヤ）、8回裏に5番手で救援登板、1回無失点
- 初セーブ：2022年8月7日、対広島東洋カープ18回戦（MAZDA Zoom-Zoom スタジアム広島）、9回裏に6番手で救援登板・完了、1回無失点
- 初勝利：2022年9月12日、対中日ドラゴンズ25回戦（阪神甲子園球場）、6回表に2番手で救援登板、1回無失点
- 初先発登板：2025年4月20日、対東京ヤクルトスワローズ6回戦（明治神宮野球場）、1回2失点[54][55]

その他の記録
- 初登板で対戦した第1打者に被本塁打：2022年3月25日、対東京ヤクルトスワローズ1回戦（京セラドーム大阪）、9回表に山田哲人に左越ソロ ※史上78人目

### 背番号
- 72（2019年）
- 68（2020年）
- 67（2021年）
- 42（2022年[10] - 2023年）
- 33（2024年[35] - ）